# オーバーランドパーク (カンザス州)
オーバーランドパーク（英: Overland Park）は、アメリカ合衆国カンザス州のジョンソン郡にある都市。人口は19万7238人（2020年）で、州内第2の都市である。伝統的にミズーリ州カンザスシティの衛星都市である。近隣にはオレイサ、レネックサおよびリーウッドなどの都市がある。
オーバーランドパーク市はCNNマネーとマネー (雑誌)が選ぶアメリカ合衆国で住みたい都市100傑の中の10位以内に常に入ってきた。2008年のランキングでは9位だった。さらに「2009年貴方の子供を育てるための最良の場所」の一つにも入っている。「アメリカ合衆国の成長に適した場所10傑」では3位だった。テレビ番組The United States of Taraの舞台にもなっている。

## 歴史
オーバーランドパークの起源は1905年に創設者ウィリアム・B・ストラング・ジュニアが到着した時に遡る。ストラングは現在中心街となっている土地600エーカー (2.4 km2) を購入し、軍事道路にそって区画割りを行った。これら区画の一つがオーバーランドパークと名付けられ、1909年12月24日にはストラングがスポンサーになってライト兄弟による飛行ショーが行われる場所となった。これはミシシッピ川の西では初の飛行機の実演になった。
1960年5月20日に「第1級市」として市制が布かれ、ジョンソン郡では最新の地域社会の一つになった。当初の人口は28,085人であり、西はアンティオック道路、南は107番通り、東はチャドウィック、北は州間高速道路35号線を境界としていた。面積は17.2平方マイル (44.5 km2) だった。1990年の人口は111,790人となり、1995年に編入されている面積は56.6平方マイル (146.6 km2) となった。それ以降も増え続け、2008年時点で人口171,231人、面積72平方マイル (186 km2) となって、カンザス州では人口で2番目に大きな都市となった。

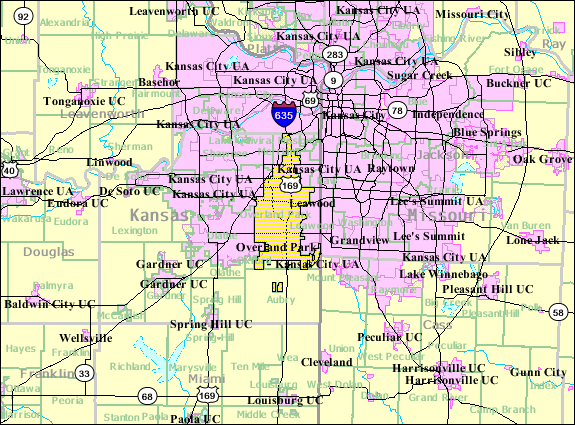
カンザスシティ都市圏の中のオーバーランドパーク（黄色）

## 地理と気候
オーバーランドパークは北緯38度56分24秒 西経94度40分51秒 / 北緯38.94000度 西経94.68083度に位置する。アメリカ合衆国国勢調査局によれば、市域全面積は56.8平方マイル (147.2 km2)、このうち陸地は56.8平方マイル (147.0 km2)、水域は0.1平方マイル (0.3 km2)で水域率は0.18%である。
2008年初期、市政委員会がその時の南側境界からさらに15平方マイル (39 km2) の地域を併合することを票決した。この併合は3月10日付けで有効になった。このことで市域はジョンソン郡の北と南の境界のほぼ全距離に跨ることになった。
オーバーランドパークはアメリカ合衆国農務省の耐寒性気候区分の5bから6Aに区分され、熱帯性植物の多くには冷涼に過ぎている。ケッペンの気候区分では湿潤大陸性気候(Dfa)になり、冷涼で乾燥した冬と暑く湿気た夏が特徴である。春と秋は概して温暖であり、時として雷雨が発生する。1月が最も寒い月であり、しばしば凍雨や氷雨を伴う暴風があり、平均最高気温は38°F（3℃）である。概して7月が最も暑い月であり、気温は90°F（32℃）以上になり、湿度が高く、夜遅くには雷雨がある。
| オーバーランドパークの気候      | オーバーランドパークの気候 | オーバーランドパークの気候 | オーバーランドパークの気候 | オーバーランドパークの気候 | オーバーランドパークの気候 | オーバーランドパークの気候 | オーバーランドパークの気候 | オーバーランドパークの気候 | オーバーランドパークの気候 | オーバーランドパークの気候 | オーバーランドパークの気候 | オーバーランドパークの気候 | オーバーランドパークの気候 |
| 月                              | 1月                        | 2月                        | 3月                        | 4月                        | 5月                        | 6月                        | 7月                        | 8月                        | 9月                        | 10月                       | 11月                       | 12月                       | 年                         |
| ------------------------------- | -------------------------- | -------------------------- | -------------------------- | -------------------------- | -------------------------- | -------------------------- | -------------------------- | -------------------------- | -------------------------- | -------------------------- | -------------------------- | -------------------------- | -------------------------- |
| 平均最高気温 °C （°F）          | 3.2 (37.7)                 | 6.1 (42.9)                 | 13 (55)                    | 19.3 (66.7)                | 24.2 (75.5)                | 28.6 (83.4)                | 31.5 (88.7)                | 30.4 (86.8)                | 26.3 (79.3)                | 20.5 (68.9)                | 12.3 (54.1)                | 5.1 (41.2)                 | 18.38 (65.02)              |
| 平均最低気温 °C （°F）          | −7.6 (18.3)                | −4.9 (23.1)                | 0.8 (33.4)                 | 6.9 (44.5)                 | 12.4 (54.4)                | 17 (63)                    | 19.9 (67.8)                | 18.6 (65.4)                | 14.3 (57.7)                | 8.2 (46.7)                 | 1.5 (34.7)                 | −4.9 (23.2)                | 6.85 (44.35)               |
| 降水量 mm （inch）              | 30 (1.2)                   | 30 (1)                     | 71 (2.8)                   | 89 (3.5)                   | 130 (5.1)                  | 147 (5.8)                  | 97 (3.8)                   | 94 (3.7)                   | 130 (5.1)                  | 91 (3.6)                   | 64 (2.5)                   | 38 (1.5)                   | 1,011 (39.6)               |
| 出典：Weatherbase February 2010 |                            |                            |                            |                            |                            |                            |                            |                            |                            |                            |                            |                            |                            |

## 人口動態
以下は2006年推計による人口統計データである。
| 基礎データ - 人口: 149,080人 - 世帯数: 59,703世帯 - 家族数: 39,702家族 - 人口密度: 1,014.3人/km2（2,627.0人/mi2） - 住居数: 62,586軒 - 住居密度: 425.8軒/km2（1,102.9軒/mi2） 人種別人口構成 - 白人: 90.65% - アフリカン・アメリカン: 2.55% - ネイティブ・アメリカン: 0.27% - アジア人:3.83% - 太平洋諸島系: 0.03% - その他の人種: 1.24% - 混血: 1.43% - ヒスパニック・ラテン系: 3.77% | 年齢別人口構成 - 18歳未満: 26.2% - 18-24歳: 7.0% - 25-44歳: 32.5% - 45-64歳: 23.0% - 65歳以上: 11.4% - 年齢の中央値: 36歳 - 性比（女性100人あたり男性の人口） - 総人口: 93.8 - 18歳以上: 90.1 世帯と家族（対世帯数） - 18歳未満の子供がいる: 33.9% - 結婚・同居している夫婦: 56.8% - 未婚・離婚・死別女性が世帯主: 7.4% - 非家族世帯: 33.5% - 単身世帯: 27.4% - 65歳以上の老人1人暮らし: 7.7% - 平均構成人数 - 世帯: 2.47人 - 家族: 3.06人 |

### 収入
収入と家計（2007年推計）
- 収入の中央値
  - 世帯: 70,405米ドル
  - 家族: 91,806米ドル[9]

## 宗教
オーバーランドパークはカンザス州全体と同様にプロテスタント教徒の数が多い。大きなバプテスト、メソジスト、ナザレ派およびペンテコステ派の教会がオーバーランドパーク市内や隣接する郊外に点在する。1894年にカンザスシティに設立されたユダヤ教正統派シナゴーグであるコングリゲーション・ベス・イスラエル・アブラアム・ボリナーがある。カンザスシティ都市圏およびカンザス州では唯一のユダヤ教正統派シナゴーグである。

## 呼び物
市内には広さ300エーカー (1.2 km2) のオーバーランドパーク樹木園と植物園がある。オークパークモールは地域でトップクラスのショッピングセンターであり、ノルドストローム、2ジラーズ、マーシーズ、J・C・ペニーなど180以上の店舗を抱えている。
広さ12エーカー (48,000 m2) のディアンナ・ローズ子供農場はカンザスシティ都市圏でもトップ10に入る観光地になっている。200以上の動物、釣り池、1900年代初期の校舎などがある。2008年8月にはニッケルオデオン・チャンナルによってカンザスシティ都市圏で1番の家族向け行楽地として認められた。
12面の公式試合ができるサッカー場複合施設が完成した。すべて人工芝が敷かれている。暑い日には芝を冷やす散水設備もある。
市内にはオーバーランドパーク会議場がある。
歴史ある中心街にはファーマーズマーケット、時計台広場および市の創設者ウィリアム・B・ストラング・ジュニアの彫像がある。

## 主な雇用主
オーバーランドパーク最大の雇用主は携帯電話事業のスプリント・ネクステル社であり、スプリント社がネクステル社と合併した後で短期間バージニア州レストンへ移していた世界本社をここに置いている。構内は広さ240エーカー (1 km2) あり、従業員数は約18,500人である。
市内には他にもYRCワールドワイド社、地域電話会社のエンバーク社、従業員が株式所有者であるブラック・アンド・ビーチ社の本社があり、以前はレストランチェーンのアップルビーズの本社もあった。ショーニー・ミッション、ブルーバレー、スプリングヒルおよびオレイサの各教育学区も以内の数千人を雇用している。

## 教育
公共教育はショーニー・ミッション、ブルーバレー、およびオレイサを含む幾つかの教育学区によって運営されている。
ジョンソン郡図書館があり、市内には下記の場所に支所がある。
- オタワ大学成人キャンパス
- カンザス大学エドワーズキャンパス
- ジョンソン郡コミュニティカレッジ
- ベイカー大学オーバーランドキャンパス
- エンポリア州立大学オーバーランドキャンパス

## 出身者
- ダーレン・リン・バウズマン - 映画監督
- マイケル・アルメレイダ - 映画監督
- トム・ケイン - 声優
- サラ・ランカスター - 女優
- セミ・オジェレエ - バスケットボール選手
- マット・ベスラー - サッカー選手

## 姉妹都市
- ドイツ、ビーティッヒハイム＝ビッシンゲン[14]

## 公共交通
市内には独自の公共交通体系は無い。しかし、ジョンソン郡が市域内で「ザ・JO」を運行している。2008年時点で、カンザスシティのライトレール計画には入っていない。